# 戸隠神社 (奥州市)
戸隠神社（とがくしじんじゃ）は、岩手県奥州市にある神社。
旧社格は村社。
征夷大将軍坂上田村麻呂の勧請によるとされている。